# 平行线大道
41°22′29.88″N 2°9′46.99″E / 41.3749667°N 2.1630528°E

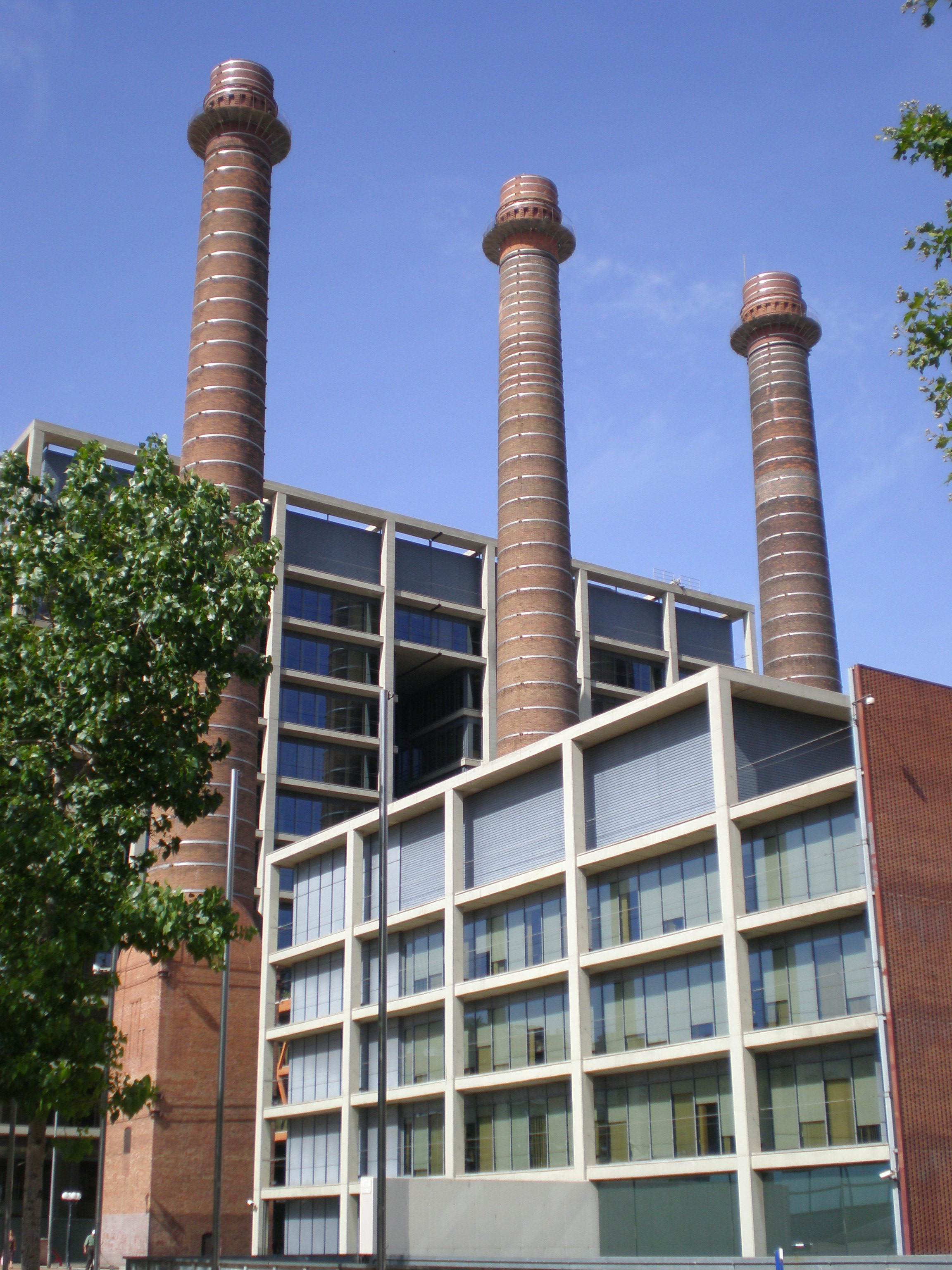

平行线大道 (Avinguda del Paral·lel，加泰隆尼亞語發音：[əβiŋˈɡuðə ðəl pəɾəˈlːɛl]) 是西班牙巴塞罗那的一条主要街道，分隔旧城区 (巴塞罗那)、扩展区和圣徒-蒙特惠奇区。它之所以如此命名，是因为它是巴塞罗那唯一与赤道平行的街道（北纬41°22′30″）。它开始于西班牙广场 (巴塞罗那)，那里有该市的展馆；结束于海滨，卡贝拉广场和客轮港口，将蒙特惠奇山山坡的 Poble Sec 社区，与圣安东尼和拉巴尔社区隔开。这条街于1894年10月11日正式开通。
平行线大道及周围的区域以剧院著称。截至2009年，在这条大道上有三个剧院：阿波罗剧院、康达尔剧院和维多利亚剧院，但还有更多歌舞表演和色情表演。过去，它是巴塞罗那夜生活的核心，拥有音乐厅和其他场所，但在过去二十年中，它的重要性已大大降低，有一些都市衰退的景象。埃尔莫利诺曾经是这个城市最著名的歌舞厅之一，现正在重建。